# Demler Special
La  Demler Special  era una vettura da competizione realizzata per competere nella 500 Miglia di Indianapolis. Debuttò nel 1958, ottenendo il secondo posto assoluto.

## Sviluppo
La vettura venne realizzata dallo statunitense Quin Epperly nel 1958 per competere nella 500 Miglia di Indianapolis. 
Il propulsore era stato realizzato al costo di 9.000 dollari dalla Meyer-Drake Engineering ed era un modello Offenhauser 255 cu (4.178 cm³). Nel 1966 tale propulsore venne sostituito da una Turbina della General Electric, ponendo la vettura come una delle prime a portare in gara questo tipo di sistema di propulsione.

## Attività sportiva
Al suo primo anno di partecipazioni alla 500 Miglia di Indianapolis la vettura venne affidata a George Amick, il quale riuscì a classificarsi secondo in classifica partendo dalla venticinquesima posizione in griglia. L'anno successivo, a causa della morte in un incidente di Amick, il mezzo venne affidato a Paul Goldsmith il quale, scattando dalla sedicesima posizione, arrivò infine quinto. Nel 1960 riuscì invece ad arrivare terzo partendo dalla ventiseiesima piazza.
Nel 1961 vi fu un cambio di pilota e venne selezionato Jim Hurtubise per condurre la Demler Special, ma quest'ultima fu costretta al ritiro a causa di un guasto ai pistoni. Nel 1962 il pilota statunitense non riuscì nemmeno a qualificarsi a causa di due incidenti di cui rimase vittima durante le qualifiche. Nel 1966, affidata  a Al Miller e Bill Cheesboug, la vettura si dimostrò molto veloce, ma fu costretta al ritiro a causa di noie all'impianto frenante. Fu l'ultima partecipazione del mezzo ad una competizione.